# پروتئین گرماشوک
پروتئین‌های گرماشوک (انگلیسی: Heat shock protein) که گاهی با عنوان «پروتئین شوک حرارتی» هم از آنها یاد می‌شود، به تیره‌ای از پروتئین‌ها می‌گویند که در پاسخ به هرگونه استرس سلولی تولید می‌شوند. در ابتدا، تصور بر آن بود که این پروتئین‌ها در اثر بالارفتن دما از حدِ طبیعیِ آن در بدن ایجاد می‌شوند، اما اکنون مشخص شده که هرگونه استرس سلولی، از جمله سردشدن و کاهش دمای سلول، اشعهٔ ماوراء بنفش و حتی پروسهٔ ترمیم زخم و بازسازی بافتی نیز منجر به تولید پروتئین‌های گرماشوک می‌شوند.
بسیاری از انواع این پروتئین‌ها تشکیل شپرون را می‌دهند که عملکرد کمکی در فرایند اصلاح تاشدگی پروتئین (از طریق پایدار ساختن آنها) یا کمک به تاشدگی مجدد پروتئین‌های آسیب‌دیده دارند.
افزایش بیان و ساخت پروتئین‌های گرماشوک از طریق رونویسی صورت می‌پذیرد و نقش کلیدی در روند «پاسخ گرماشوک» (heat shock response) دارد که توسط «فاکتور گرماشوک» القا می‌شود. این فاکتورهای گرماشوک تقریباً در تمامی موجودات زنده، از باکتری تا انسان، یافت می‌شود.
نام‌گذاری پروتئین‌های گرماشوک، بر اساس وزن ملکولی‌شان انجام می‌شود. مثلاً Hsp60، Hsp70 و Hsp90، اشارهٔ به فاکتورهای گرماشوکی دارد که یکای جرم اتمی‌شان به‌ترتیب، ۶۰× ۷۰ و ۹۰ کیلو دالتون است.
پروتئین کوچک یوبیکویتین با وزن ملکولی ۸ کیلودالتون که کارش نشانه‌گذاری پروتئین‌ها برای تجزیه است، برخی ویژگی‌های پروتئین‌های گرماشوک را داراست.